# Smolarnia (powiat koniński)
Smolarnia – osada leśna (leśniczówka) w Polsce położona w województwie wielkopolskim, w powiecie konińskim, w gminie Ślesin.
W latach 1975–1998 miejscowość należała administracyjnie do województwa konińskiego.